# Cedar Grove (Indiana)
Cedar Grove ist eine Town im Franklin County im Osten des US-amerikanischen Bundesstaates Indiana. Im Jahr 2010 hatte Cedar Grove 156 Einwohner.

## Geographie
Die Ortschaft liegt an der Mündung des Big Cedar Creek in den Whitewater River in der Highland Township. Sie hat keine nennenswerten Gewässerflächen.
Benachbarte Orte sind Mound Haven (4,8 km nordwestlich), Sharptown (9,2 km östlich), New Trenton (7,6 km südöstlich) und Saint Leon (11,9 km südlich).
Die nächstgelegenen größeren Städte sind Louisville in Kentucky (184 km südwestlich), Indianas Hauptstadt Indianapolis (130 km nordwestlich), Fort Wayne (209 km nördlich), Dayton in Ohio (102 km nordöstlich) und Cincinnati (54,9 km südöstlich).

## Verkehr
Der U.S. Highway 52, der entlang des Whitewater River verläuft, führt durch das Zentrum von Cedar Grove. Alle weiteren Straßen sind untergeordnete Fahrwege oder innerörtliche Verbindungsstraßen. 
Parallel zum Highway 52 verläuft die Bahnstrecke Cincinnati–Hagerstown der früheren Cleveland, Cincinnati, Chicago and St. Louis Railway, die auf dem Abschnitt zwischen Cincinnati und Brookville zur RailAmerica-Tochter Central Railroad of Indiana (CIND) gehört.
Der nächstgelegene Flughafen ist der Cincinnati/Northern Kentucky International Airport, der 62,3 km südöstlich in Kentucky liegt.

## Demografische Daten
Nach der Volkszählung im Jahr 2010 lebten in Cedar Grove 156 Menschen in 75 Haushalten. Die Bevölkerungsdichte betrug 972,3 Einwohner pro Quadratkilometer. In den 75 Haushalten lebten statistisch je 2,08 Personen. 
Ethnisch betrachtet bestand die Bevölkerung mit zwei Ausnahmen nur aus Weißen. 
19,2 Prozent der Bevölkerung waren unter 18 Jahre alt, 66,7 Prozent waren zwischen 18 und 64 und 14,1 Prozent waren 65 Jahre oder älter. 52,6 Prozent der Bevölkerung war weiblich.
Das mittlere jährliche Einkommen eines Haushalts lag bei 53.750 USD. Das Pro-Kopf-Einkommen betrug 32.122 USD. 7,9 Prozent der Einwohner lebten unterhalb der Armutsgrenze.